# Línea 34 (Media Distancia)
La línea 34 (Barcelona - Zaragoza-Delicias) es una línea de ferrocarril de vía de ancho ibérico. Es una de las 10 líneas de Media Distancia de Cataluña, aunque incluye a localidades de Aragón. Es gestionada por Renfe Operadora. Anteriormente era conocida como línea R42 y línea Ca6 esto se debía a que si salíamos de Zaragoza dirección Barcelona se llamaba R42 pero si salimos de Barcelona dirección Zaragoza se nombraba Ca6.

## Líneas por donde transcurre el servicio
- Línea Barcelona-Vilanova-Valls (Barcelona vía túnel de Aragón - San Vicente de Calders)
- Línea Barcelona-Martorell-Villafranca-Tarragona (San Vicente de Calders - Tarragona)
- Línea Tarragona-Reus-Picamoixons-Lérida (Tarragona-Reus)
- Línea Reus-Caspe (toda la línea)
- Línea Caspe-Zaragoza